# Jean-Pierre Bertrand (Leichtathlet)
Jean-Pierre Bertrand (* 5. November 1992 in Paris) ist ein französischer Leichtathlet, der sich auf den Weitsprung spezialisiert hat.

## Sportliche Laufbahn
Erste internationale Erfahrungen sammelte Jean-Pierre Bertrand beim Europäischen Olympischen Jugendfestival (EYOF) 2009 in Tampere, bei dem er mit einer Weite von 7,30 m die Silbermedaille gewann. Im Jahr darauf schied er bei den Juniorenweltmeisterschaften in Moncton mit 7,13 m in der Qualifikation aus und verpasste auch mit der französischen 4-mal-100-Meter-Staffel mit 40,11 s den Finaleinzug. 2019 schied er bei den Halleneuropameisterschaften in Glasgow ohne einen gültigen Versuch in der Vorrunde aus. 2023 verpasste er bei den Halleneuropameisterschaften in Istanbul mit 7,60 m den Finaleinzug.
2016 wurde Bertrand französischer Meister im Weitsprung im Freien sowie 2019, 2021 und 2023 in der Halle.

## Persönliche Bestleistungen
- Weitsprung: 8,03 m (+1,4 m/s), 7. Juni 2016 in Montreuil
  - Weitsprung (Halle): 8,08 m, 3. Januar 2017 in Tignes